# Седимент
Седимент (англ. sediment) — 
- 1. У хімії води — частинки породи, землі чи біологічних матеріалів, які переносяться водою і потім осідають у інших місцях.
- 2. У колоїдній хімії — висококонцентрована суспензія, що утворюється седиментацією з розбавленої суспензії. Синонім — осад (що утворився внаслідок осадження, а не хімічної реакції).